# Islote Venecia
La Islote Venecia es el nombre de una isla en el océano Pacífico que administrativamente depende de la Provincia de Galápagos en el país sudamericano de Ecuador, geográficamente está incluida en el archipiélago de las Islas Galápagos, y protegida como parte del Parque nacional del mismo nombre. Posee una superficie estimada en 13,6 hectáreas (0,13 kilómetros cuadrados), está a 5,5 kilómetros del centro del archipiélago y posee 2,27 kilómetros de línea costera, siendo la isla principal más cercana la de Santa Cruz. Posee una población de iguanas de la especie C. subcristatus, que también se pueden encontrar en las islas de Caamaño y Seymour Norte.